# Juarez Delorto Secco

Wappen von Juarez Delorto Secco als Weihbischof in Rio de Janeiro

Juarez Delorto Secco (* 4. Juli 1970 in Cachoeiro de Itapemirim) ist ein brasilianischer römisch-katholischer Geistlicher und Bischof von Caratinga.

## Leben
Juarez Delorto Secco studierte zunächst Zivilrecht und arbeitete als Rechtsanwalt. Er trat in das Priesterseminar ein und studierte am Philosophisch-theologischen Institut des Erzbistums Vitória. Außerdem absolvierte er ein Spezialstudium in kanonischem Recht. Am 10. März 2001 empfing er das Sakrament der Priesterweihe für das Bistum Cachoeiro de Itapemirim. Juarez Delorto Secco gehört dem Säkularinstitut Istituto del Prado an.
Bis 2010 war er in der Pfarrseelsorge tätig. Seither war er Dompfarrer an der Kathedrale des Bistums Cachoeiro de Itapemirim und Kanzler der Diözesankurie. Er war für die Berufungspastoral in diesem Bistum verantwortlich und als Richter am Kirchengericht des Erzbistums Vitória tätig. Außerdem war er Subregens am Priesterseminar und Professor an der Diakonenschule.
Am 7. Juni 2017 ernannte ihn Papst Franziskus zum Titularbischof von Vegesela in Numidia und zum Weihbischof in São Sebastião do Rio de Janeiro. Der Erzbischof von São Sebastião do Rio de Janeiro, Orani João Kardinal Tempesta OCist, spendete ihm am 9. September desselben Jahres die Bischofsweihe. Mitkonsekratoren waren der Erzbischof von Vitória, Luiz Mancilha Vilela SSCC, und der Bischof von Cachoeiro de Itapemirim, Dario Campos OFM.
Papst Franziskus bestellte ihn am 13. Dezember 2023 zum Bischof von Caratinga. Die Amtseinführung erfolgte am 17. Februar 2024.